# Cercle Athlétique Bastiais
O Cercle Athlétique Bastiais - conhecido apenas como CA Bastia - foi um clube de futebol francês. Sua sede fica na cidade de Bastia, na Córsega. Foi fundado em 1920.
Atualmente se fundiu com CF Borgo, se trasformando no Bastia-Borgo que joga a Championnat National, a terceira divisão do país. Manda seus jogos no Stade d'Erbajolo, com capacidade para 1.600 torcedores. As cores de seu uniforme são preto e branco.

## Uniformes
- Uniforme 1: Camisa preta com detalhes brancos, calção preto e meias pretas;
- Uniforme 2: Camisa branca com detalhes pretos, calção preto e meias brancas.

## Títulos
- Championnat de France Amateur: 1 (2012-13)
- Copa da Córsega: 8 (1952, 1973, 1976, 1990, 1999, 2003, 2008 e 2009)
- Divisão de Honra da Liga de Futebol da Córsega: 11 (1923, 1924, 1925, 1926, 1933, 1972, 1975, 1977, 1988, 1997 e 2001)